# Bob Hawk
Bob Hawk (ur. 15 grudnia 1907, zm. 4 lipca 1989) – amerykańska osobowość radiowa.

## Wyróżnienia
Posiada swoją gwiazdę na Hollywoodzkiej Alei Gwiazd.